# Asesinato de Álvaro Obregón

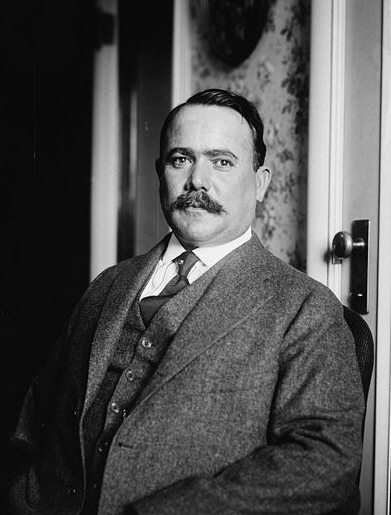
Álvaro Obregón, presidente de México de 1920 a 1924, y presidente electo para el periodo de 1928 a 1934.

El asesinato de Álvaro Obregón fue un magnicidio perpetrado por José de León Toral en el restaurante La Bombilla, ubicado en el barrio de San Ángel de la Ciudad de México el 17 de julio de 1928 a las 14:20 de la tarde, hora del centro de México (UTC -6). La víctima fue el presidente electo de México, el general Álvaro Obregón Salido, quien iba a empezar su segundo mandato sobre el país, el cual debía iniciar el 1 de diciembre de 1928 y concluir el 30 de noviembre de 1934.
El asesinato de Obregón marcó un punto de inflexión importante en la política mexicana del siglo XX, dando comienzo a la etapa histórica conocida como Maximato. El general Obregón fue el último presidente de México que buscó su reelección y su magnicidio el único caso entre los mandatarios electos del país.
La especulación sobre los motivos de su asesinato incluían intereses políticos de grupos antirreeleccionistas, del presidente de México Plutarco Elías Calles, de Luis N. Morones —secretario de industria, comercio y trabajo— y de grupos religiosos inconformes con las políticas antieclesiásticas del gobierno.

## Antecedentes

### Reformas constitucionales

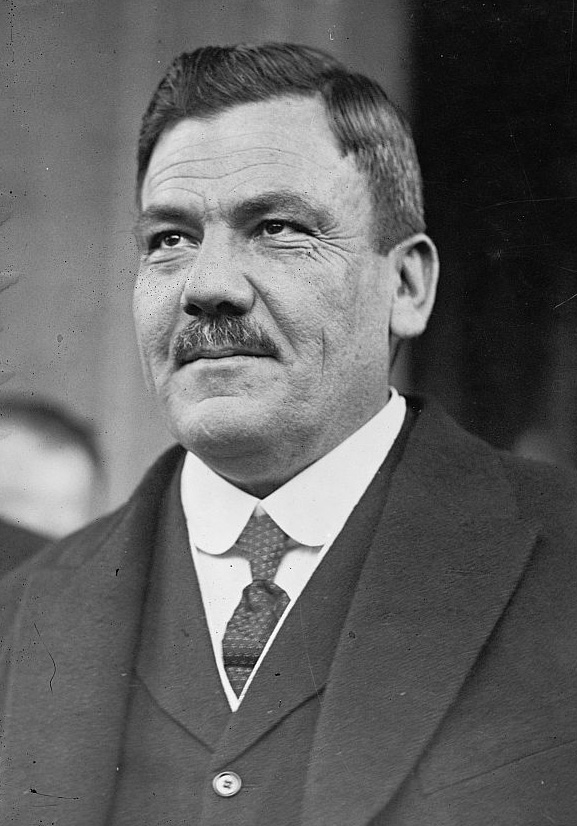
Plutarco Elías Calles, presidente de México de 1924 a 1928.

El 18 de octubre de 1926, el diputado Gonzalo N. Santos presentó ante la cámara de diputados una iniciativa de reforma de los artículos 82 y 85 de la Constitución mexicana de 1917, la cual planteaba legalizar la reelección de un presidente mientras no fuera en el periodo siguiente a su mandato y extender la duración de cada gobierno a seis años en lugar de cuatro. La reforma fue aprobada por los diputados solo dos días después de ser presentada y posteriormente fue enviada a la cámara de senadores para su ratificación, que se logró el 19 de noviembre, el cambio a la constitución entró en vigor el 28 de diciembre del mismo año. Esta reforma desató polémicas entre la población por estar expresamente hecha para permitir una posible reelección de Álvaro Obregón.

### Guerra cristera
El 21 de febrero de 1925 fue creada la Iglesia católica apostólica mexicana, impulsada por el presidente Plutarco Elías Calles y dirigida por José Joaquín Pérez Budar, autoproclamado como su patriarca. Esta institución seguía la misma doctrina que la Iglesia católica con la excepción de que el líder era Pérez Budar y no el papa. En última instancia su objetivo era debilitar el poder de la Iglesia católica en México, que el propio Pérez Budar consideraba obsesivo y alejado de las necesidades del culto mexicano. En 1926 el presidente de México Plutarco Elías Calles promulgó la ley de tolerancia de cultos, coloquialmente llamada Ley Calles, con el objetivo de mantener a la Iglesia católica bajo el control del gobierno. Entre sus leyes establecía la necesidad de una autorización gubernamental para ser sacerdote y otra para poder oficiar actos religiosos.
El 24 de julio de 1926, con el apoyo del papa Pío XI, los obispos pidieron la suspensión del culto religioso a partir de la entrada en vigor de la ley, prevista para el 31 de julio del mismo año. Tres meses después la Liga Nacional para la Defensa de las Libertades Religiosas inició un boicot contra el gobierno, pidiendo la exención en el pago de impuestos y evitar el consumo de productos creados por el estado, causando grandes pérdidas económicas al país.
Ante las acciones contra la ley Calles el gobierno decidió aprehender a quienes organizaran o participaran de las mismas, provocando un levantamiento armado organizado por la Liga Nacional para la Defensa de las Libertades Religiosas que dio comienzo en enero de 1927 en Jalisco. El movimiento se expandió por todo el territorio nacional desatando la Guerra cristera. Los cristeros exigían reformas en los artículos 3, 5, 27 y 130 de la constitución mexicana para incrementar las libertades religiosas. El general Obregón quiso aprovechar el conflicto postulándose como mediador entre la causa cristera y el gobierno de Calles, pero su oferta no fue aceptada.

### Elecciones presidenciales de 1928
El 26 de junio de 1927, Obregón realizó un manifiesto a la nación en el que declaraba el abandono de su retiro político y su intención de presentarse a la reelección. Para impulsar su candidatura propuso avances en la reforma agraria, alentar la industrialización, la inversión extranjera y las medidas proteccionistas. La campaña del general fue coordinada por el Centro Director Obregonista, entre sus miembros se encontraban el Partido Nacional Agrarista, el Partido Laborista Mexicano y múltiples organizaciones civiles.
Como adversarios se presentaron el general Arnulfo R. Gómez, quien fue propuesto por el Partido Nacional Antirreeleccionista, y el general Francisco R. Serrano, gobernador del Distrito Federal, quien renunció a su puesto para ser el candidato del Partido Nacional Revolucionario. Tanto Gómez como Serrano eran antiguos aliados de Obregón y habían servido bajo sus órdenes en el ejército constitucionalista. Ambos candidatos basaron sus campañas en las posturas antiobregonistas y antirreeleccionistas. Ya desde este año se habían llevado a cabo varios atentados en contra del general, algunos orquestados por grupos religiosos y otros planeados por rivales políticos.
La creciente crítica de los otros candidatos a Obregón y a quienes permitieron que la reelección presidencial fuese legal causó que la autoridad los acusara de incitar una rebelión antigubernamental, de planear el asesinato del candidato del partido laborista y del presidente de la república. Serrano fue apresado en Cuernavaca y asesinado en Huitzilac, Morelos, el 3 de octubre; mientras que Gómez fue fusilado en Coatepec, Veracruz, el 4 de noviembre. Obregón quiso continuar con su campaña incluso después de convertirse en el único candidato a la presidencia y a pesar del ambiente adverso que se presentaba en México por las múltiples crisis políticas.

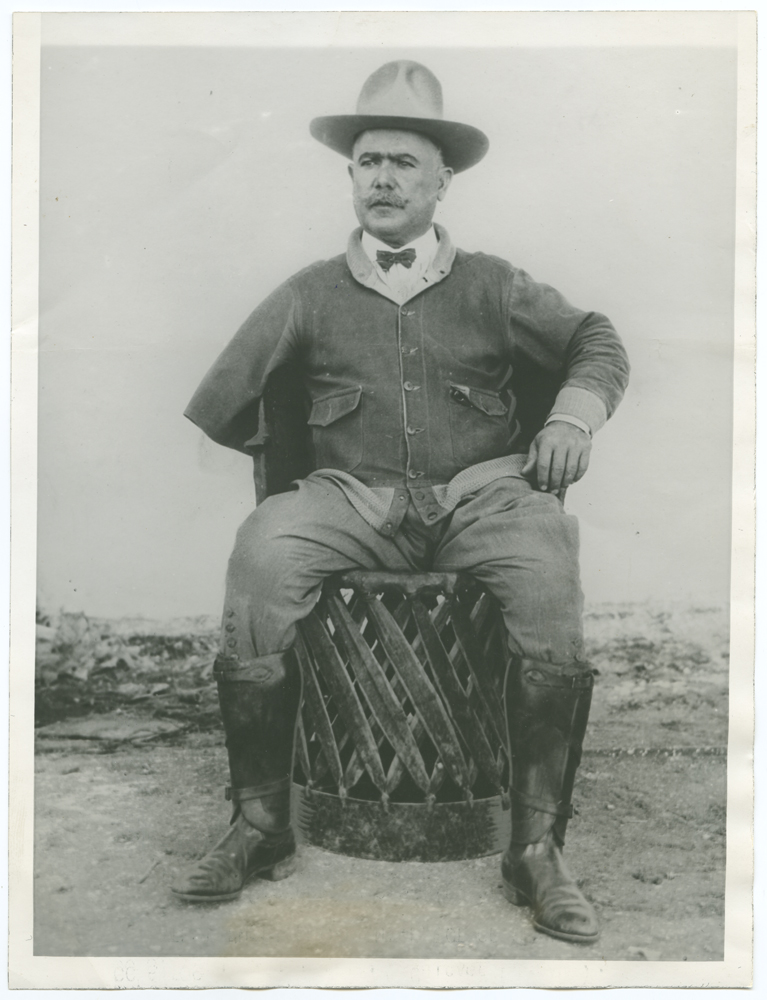
El presidente electo Obregón el 2 de julio de 1928, días antes de su asesinato.

Las elecciones presidenciales se celebraron el 1 de julio de 1928. Al ser Obregón el único candidato su victoria —con 1 670 453 votos— era de esperar. Se especulaba que entre sus primeras acciones como presidente estaría el acabar con el conflicto cristero. El general ya se había reunido con varios obispos para esta fecha. Paralelamente existía la hipótesis de que su gobierno seguiría la línea de represión religiosa de Calles, idea fundamentada en conductas anteriores del general hacia el clero, entre ellas el encarcelamiento y expulsión del país de varios sacerdotes en 1915 después de que el general tomara Ciudad de México durante la revolución mexicana, y la persecución del Congreso Eucarístico en 1924, durante su primer mandato presidencial.

### Primeros atentados
En enero de 1926 ocurre un atentado contra Obregón mientras viaja en un tren de Los Ángeles a Tucson. Una persona irrumpió en su gabinete de viaje y disparó contra la litera inferior, suponiendo que su víctima descansaba en ella, sin embargo el general se encontraba en la cama superior. El individuo inmediatamente fue detenido, pero Obregón se negó a presentar cargos en su contra. El agresor, de nombre J. MacDowell, ostentaba el título de gran caballero de la orden de los Caballeros de Colón, la cual prestaba servicio de la Iglesia católica de Estados Unidos y era contraria a las políticas religiosas presentes en México, buscando «dar a conocer al pueblo de Estados Unidos la verdad de la cuestión mexicana, tan desfigurada por los cónsules y agentes de Calles». El incidente demostró que el ambiente de hostilidad entre el gobierno mexicano y los grupos católicos había superado ya las fronteras nacionales.

### Miguel Agustín Pro
El 13 de noviembre de 1927 se produjo un nuevo atentado en el Bosque de Chapultepec, donde se lanzaron bombas caseras y posteriormente se realizaron varios disparos en contra del vehículo con el que Obregón se dirigía a una corrida de toros. Los defectos de fabricación de los artefactos limitaron sus efectos, siendo incapaces de infligir daños graves al vehículo y los disparos no lograron atinar en el blanco, permitiendo al general salir ileso del ataque. La autoría del atentado fue atribuida a Luis Segura Vilchis, Juan Tirado y Nahúm Lamberto Ruíz. El automóvil que los perpetradores usaron para la fuga era un Essex número 10101 comprado a Humberto Pro Juárez cinco días antes. A partir de la presencia del vehículo se estableció un nexo entre Humberto y sus hermanos Roberto y Miguel Agustín —este último era sacerdote y oficiaba actos religiosos en secreto— respecto al intento de magnicidio. Unos veinte soldados procedieron a su arresto el 18 de noviembre a las 3 de la mañana, en una casa en la que se refugiaban de forma temporal.

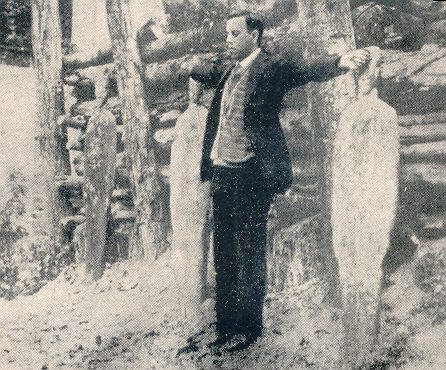
Miguel Agustín Pro segundos antes de ser fusilado.

El 23 de noviembre, cinco días después de ser arrestados, se difunde la noticia de que los inculpados serán trasladados a los tribunales competentes, sin embargo en realidad se da la orden de ejecutar la pena de muerte sobre ellos, a pesar no haber recibido juicio alguno. Agustín y Humberto son fusilados por la policía junto con la mayoría de los acusados del intento de asesinato, Roberto Pro fue condenado a prisión por ser menor de edad y posteriormente al exilio a Cuba.
La muerte de Agustín Pro se convirtió en un símbolo de la resistencia a las leyes anticlericales del estado. Paralelamente la ejecución extrajudicial generó pánico entre los grupos católicos extremistas, quienes vieron el acontecimiento como la prueba fehaciente de que Calles era capaz de usar su influencia política y desobedecer las leyes con tal de hacer escarmentar a quienes tuvieran una opinión contraria a la suya, especialmente los sacerdotes. Sin embargo él había reprobado la ejecución ilegal de los acusados, aunque no de forma pública, por lo que no evitó que los rumores sobre su participación en el hecho continuaran.

## José de León Toral

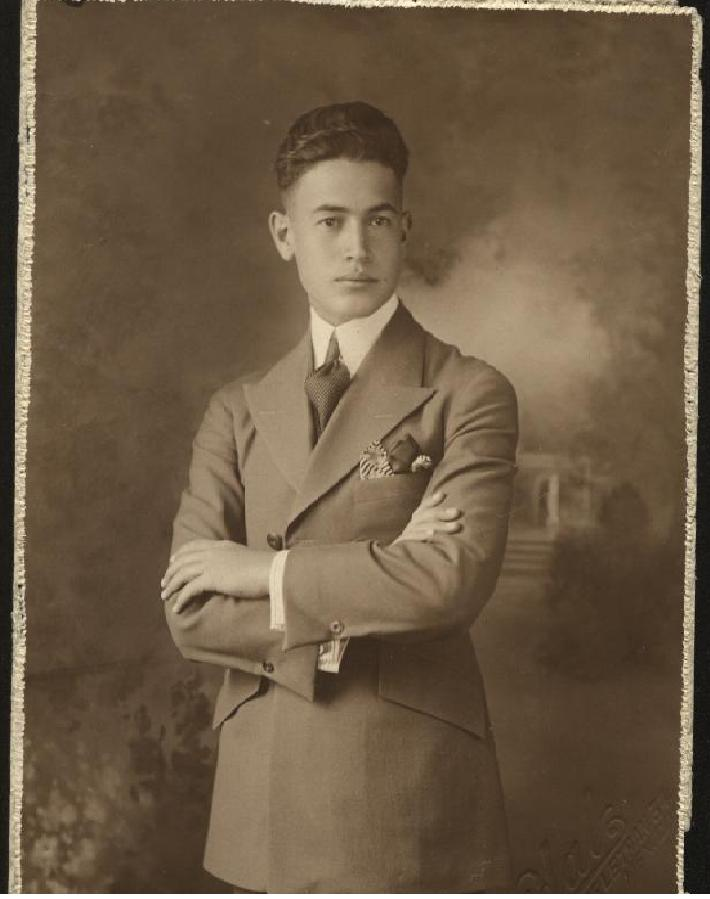
José de León Toral, autor material del asesinato de Obregón.

José de León Toral fue un católico mexicano nacido el 23 de diciembre de 1900 en Matehuala, San Luis Potosí. Fue miembro de la Asociación Católica de la Juventud Mexicana y de la Liga Nacional para la Defensa de las Libertades Religiosas, dentro de estos grupos conoció a muchas personas afectadas por la ley Calles. Algunos de los integrantes —entre ellos Roberto y Miguel Agustín Pro— promovían la resistencia pacífica mediante la administración de sacramentos en secreto, mientras otros miembros pugnaban por la revuelta violenta, entre ellos Luis Seguirá Vilchis, quién planeó varios atentados en contra de Obregón.
Tuvo conversaciones con Concepción Acevedo de la Llata, popularmente conocida como la Madre Conchita y madre superiora de un convento de la orden de las capuchinas sacramentarias, que acostumbraba mantener reuniones con personas contrarias a la ley Calles, entre ellas el presbítero José Aurelio Jiménez Palacios y el propio José de León. En sus conversaciones ella lo convenció de que la libertad religiosa solo podría regresar a México con la muerte de Obregón, Calles y José Joaquín Pérez Budar, patriarca de la Iglesia católica apostólica mexicana. Toral menciona sobre ella: «La madre Conchita estaba sumamente favorecida por Dios. Ejercía influencia sobre mi espíritu. Puesto que esta mujer, que está tan cerca de Dios, lo dice, debe estar bien pensado».
Igualmente se mantuvo en contacto con Roberto Pro mediante correspondencia tras su exilio. Dentro de sus conversaciones hablaron sobre la muerte de los hermanos de Roberto, considerados como mártires de la causa cristera, y le confesó que su historia lo estaba motivando a buscar su propio martirio.
En una carta que le envió a inicios de 1928 escribió: «La sangre de los mártires es la semilla de los buenos cristianos. Yo necesité que murieran tus hermanos para decidirme a moverme. Ahora estoy trabajando con empeño. ¿Por qué ha de ser imposible que lleguemos a morir de una manera tan gloriosa como ellos?».
En una carta que Toral escribió el 22 de noviembre de 1928, cuatro meses después de la muerte de Obregón escribió:

Desde que el Sr. Obregón comenzó a figurar oía yo que le achacaban ser sumamente sanguinario e impulsivo, y enemigo de la religión; que fue él o los suyos quienes en 1917 adicionaron los artículos persecutorios. También se le atribuían las muertes de Carranza y las de Serrano y Gómez, más tarde.

[...] No tuve personalmente pruebas de tanta cosa que oía en contra del Sr. Obregón, pero sí lo creía.
Carta de José de León Toral a Felipe Islas, director de la prisión de Lecumberri.

A principios de julio de 1928 Toral tomó la decisión de convertirse en mártir de la causa cristera asesinando a Álvaro Obregón. Él mencionó posteriormente que su influencia decisiva fue la Madre Conchita, a quien escuchó decir en referencia a un posible magnicidio contra el presidente electo: «Sería bueno ver quién se encarga de eso», lo cual entendió como un mensaje dirigido a él.

## Asesinato

### Primeras oportunidades de León Toral
El domingo 15 de julio José de León Toral asistió a la recepción de Obregón, recién convertido en presidente electo, en la estación de ferrocarriles Tacubaya, a la que arribaría tras su viaje desde Sonora. Iba armado con una pistola Star de  6.35 milímetros   (.25 auto)  y diez balas de munición que había pedido prestadas anteriormente a Manuel Trejo Morales.
León Toral siguió el trayecto del general desde la estación de ferrocarriles, a través del paseo de la Reforma hasta el edificio del Centro Director Obregonista en la avenida Juárez, y después a una comida en honor del presidente electo en el Parque Asturias. Ese día tuvo tres oportunidades para asesinar a Obregón, de acuerdo a lo que declaró posteriormente. Sin embargo, prefirió esperar para poder asegurar sus disparos.
Al día siguiente, lunes 16 de julio, buscó otra oportunidad para cometer el magnicidio. Buscó sin éxito al general en el Palacio Nacional, en el Centro Director Obregonista y en su residencia de Ciudad de México, ubicada en el 185 de la Avenida Jalisco, actualmente renombrada como Avenida Álvaro Obregón. Ese mismo día León Toral compró un cuaderno con la intención de acercarse al presidente electo bajo la excusa de querer realizar un dibujo de él.

### Asesinato de Obregón

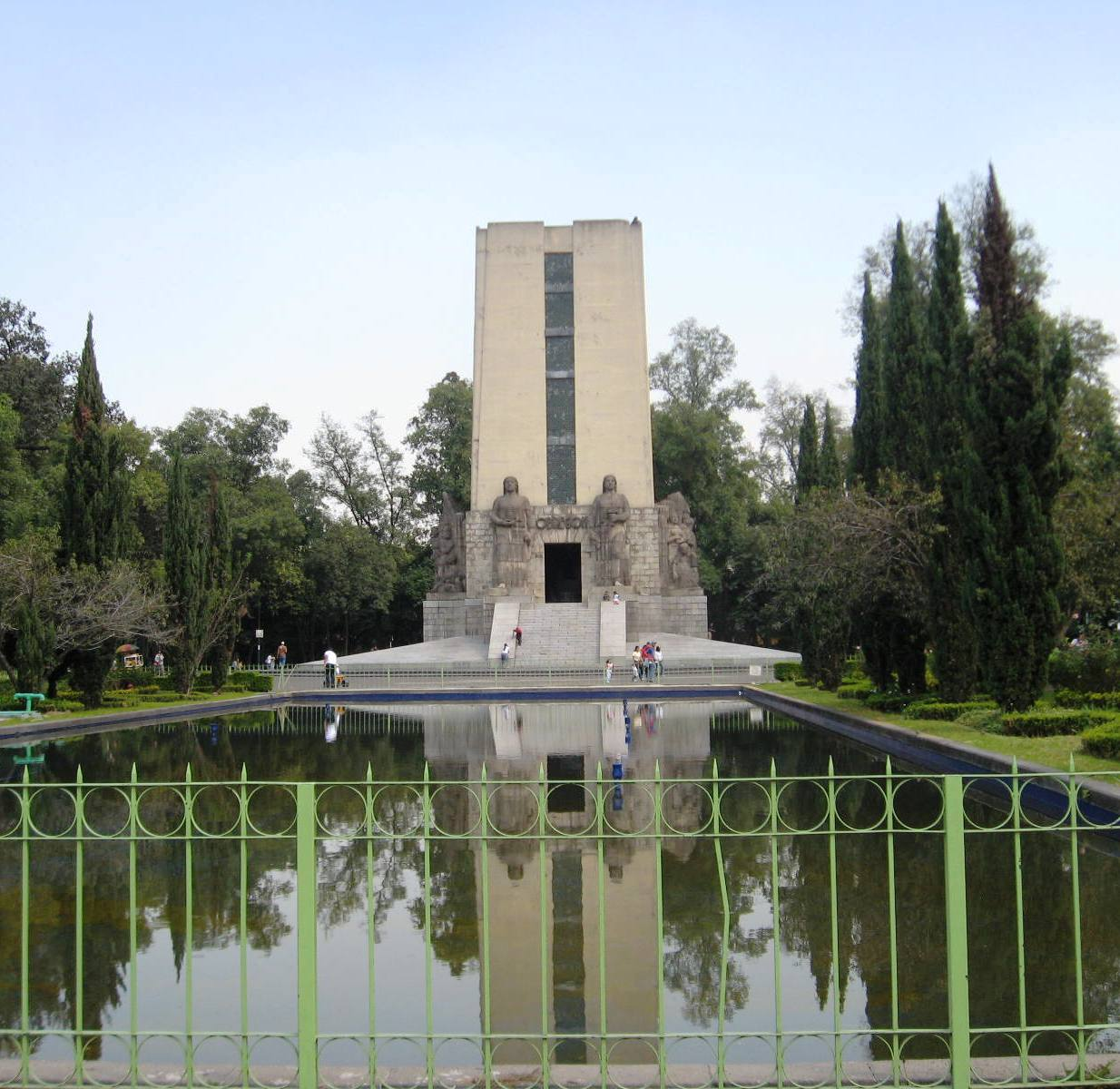
Monumento a Álvaro Obregón, construido en el lugar donde se encontraba el restaurante La bombilla.

El martes 17 de julio, tercer día de la estadía de Obregón en la Ciudad de México, Toral asistió a los servicios espirituales que se realizaban dentro de una casa particular en la colonia Santa María la Ribera y que había sido acondicionada como un convento clandestino debido a las restricciones de la Ley Calles. El recinto estaba a cargo de la Madre Conchita, con quien mantuvo una conversación. Posteriormente desayunó, leyó el periódico y realizó varios dibujos.
Obregón se encargó de varios asuntos a lo largo de la mañana. Ese día tenía una cita con Plutarco Elías Calles al mediodía y una invitación para comer con varios diputados federales de Guanajuato a la una de la tarde. Su secretario, Enrique Torreblanca, le pidió a su hermano Fernando, que trabajaba como secretario del presidente, que reagendara la reunión del general con Calles para después de la comida, pues este no podía cancelar su compromiso con los diputados por la insistencia de estos en que asistiera.
Poco antes de la una de la tarde el diputado sonorense Ricardo Topete y el gobernador del estado de Hidalgo, el coronel Matías Rodríguez, llegaron a la residencia de Obregón para acompañarlo a la comida. Ese día él se encontraba de buen humor e incluso bromeó con la posibilidad de otro atentado con bombas en su contra, como el ocurrido en noviembre del año anterior. El general, vestido con un traje gris, salió de su casa acompañado del diputado, el gobernador, su escolta y algunos amigos. Entre los acompañantes estaban el coronel Juan Jaimes y el general Ignacio Otero Pablos. Se dirigieron a bordo de un Cadillac al restaurante La Bombilla, ubicado en el barrio de San Ángel, propiedad del empresario español Emilio Cazado.
A la una de la tarde León Toral se encontraba rondando la residencia de Obregón, estudiando sus movimientos. Al ver partir a la comitiva abordó un taxi para seguirlos hasta Avenida Tizapán, actualmente Avenida Baja California, en donde perdió el rastro del general, pero intuyó que se dirigía a La Bombilla, según declaró posteriormente. Toral llegó unos minutos después de Obregón al restaurante, vestido con un traje café y corbata rojiza, y llevando consigo su cuaderno y un lápiz.
En el jardín del restaurante se colocaron cuatro mesas para recibir a la comitiva, que sería resguardada únicamente por tres agentes. La orquesta del maestro Alfonso Esparza Oteo fue invitada para amenizar el evento. El general Obregón se sentó al centro de la mesa de honor; a su derecha estaban el diputado Federico Medrano, jefe de la Confederación de Partidos Revolucionarios Socialistas de Guanajuato; Jesús Guzmán Vaca, presidente de la corte y Arturo H. Orcí. Otros invitados a la mesa eran Aarón Sáenz, presidente del Centro Obregonista; Alejandro Sánchez, médico personal de Obregón; José Aguilar y Maya, José Luis Solórzano, Antonio Díaz Soto y Gama, Aurelio Manrique, Ezequiel Padilla, David Montes de Oca y el coronel Tomas A. Robinson.

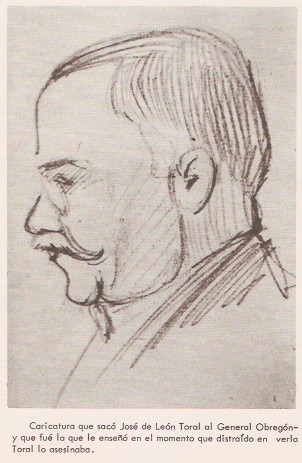
Retrato de Álvaro Obregón hecho por José de León Toral.

Toral entró al restaurante, bebió un cuarto de cerveza y fue al baño. Desenfundó el arma que le habían prestado, retiró el seguro y la guardó en el chaleco de su traje a la altura del abdomen, con el cañón hacia abajo, salió al jardín del restaurante y se colocó cerca de la mesa del banquete. Empezó a hacer dibujos de Aarón Sáenz, del director de orquesta y del propio Obregón. Ricardo Topete, el diputado que había acompañado al general desde su casa, fue el único que desconfió del dibujante. Al percatarse de ello, Toral se acercó a Topete y a Sáenz para mostrarles los dibujos que estaba haciendo. Mientras tanto la orquesta de Esparza Oteo estaba tocando El limoncito, la pieza favorita de Obregón.
A las 14:20 de la tarde, León Toral se acercó a Obregón y con su mano izquierda le acercó el cuaderno para que viera el dibujo. El general observó la caricatura y empezó a reír. En ese momento Toral sacó su pistola con la mano derecha y realizó seis disparos en su contra. El primer disparo fue a cinco centímetros del rostro de Obregón, haciendo que se inclinara hacia adelante y a la izquierda; los siguientes cuatro disparos impactaron en su espalda, y el sexto en el muñón de su brazo derecho. El general falleció en el acto.
Obregón cayó sobre la mesa y posteriormente sobre el suelo hiriéndose la frente con el borde de la mesa, a pesar de los intentos de Sáenz de evitar que el cuerpo cayera. La orquesta siguió tocando durante unos segundos después de los disparos. Los más próximos a Toral lo detuvieron y muchos de los presentes sacaron sus propias armas. En ese momento se creyó que el magnicidio era obra de varios autores y se escucharon gritos que decían: «¡No lo maten!», «¡Busquen a los otros!» y «¡Cierren las salidas!».
El asesino fue golpeado por los asistentes al banquete; Juan Jaimes propuso acribillarlo en el lugar pero una persona se negó —según algunos fue Topete o Manrique—, argumentando que era necesario mantenerlo con vida para conocer los motivos del asesinato. Topete recogió el arma homicida; Sáenz, Otero y el doctor Sánchez trataron de levantar al general, a quien llevaron hasta la parte trasera de su Cadillac para posteriormente dirigirse al domicilio de Obregón acompañados de otros asistentes, quienes viajaron en sus propios vehículos.

## Después del magnicidio

### El arresto de José de León Toral

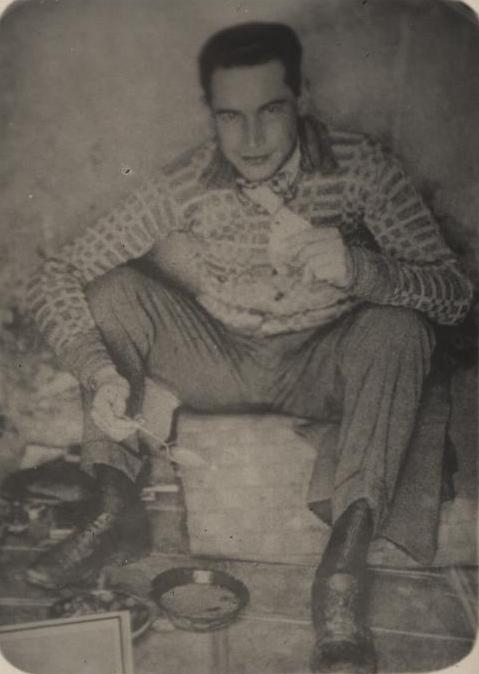
José de León Toral en la prisión.

León Toral fue llevado a la Inspección General de Policía por Jaimes, Robinson y el diputado Enrique Fernández Martínez en un vehículo Packard. Fue presentado ante el jefe de policía, el general Roberto Cruz, en estado semiinconsciente, con los ojos cerrados y ensangrentado por los golpes que había recibido. El inculpado se identificó a sí mismo solo con el nombre de Juan, en su declaración inicial afirmó que había actuado solo y que sus acciones fueron para que «Cristo nuestro señor pueda reinar en México».
Horas después llegó el presidente Calles y se entrevistó personalmente con el acusado, acompañado del general Joaquín Amaro y el general Abundio Gómez. Toral no cambió su declaración inicial. El presidente le preguntó por qué no lo eligió como objetivo, puesto que él era la persona de mayor rango político en México y el hombre al que se responsabilizaba del estallido de la guerra cristera, a lo que le contestó diciendo que era indispensable destruir los cimientos de un edificio para poder derribarlo por completo, y que la muerte de Obregón era la única forma de erradicar la persecución religiosa. Calles salió enojado de la entrevista con Toral y no expresó nada a su salida.
La iglesia católica inmediatamente se desmarcó de León Toral; el monseñor Miguel M. de la Mora, obispo de San Luis Potosí, declaró ante la prensa respecto al homicidio: «No es el clero católico el autor del atentado, sino pobrecitos exaltados que han llevado su exaltación hasta dar muerte violenta a un prominente personaje político».
El interrogatorio a Toral comenzó el mismo día de su captura e incluyó inicialmente métodos de tortura física y psicológica —amenazándolo con dañar a su familia—, sin lograr avances. Posteriormente se cambió de estrategia y el detective Valente Quintana decidió tratarlo de forma amistosa para lograr convencerlo de que le diera información. El acusado le pidió al detective que le dejara hablar con alguien antes de contarle cualquier cosa. Quintana, Orcí y otras personas lo acompañaron a una casa de la calle Zaragoza, donde los recibió la Madre Conchita, que aparentemente ignoraba lo ocurrido. Tras las conversaciones entre Toral, la Madre Conchita y algunos de los acompañantes del detective se decidió arrestar a la Madre Conchita junto con algunas de las monjas de la casa. Después de los interrogatorios se decidió dejar en libertad a la mayoría de las monjas arrestadas, así como a los padres y a la esposa de Toral, considerándolos inocentes del magnicidio.

### El cadáver de Obregón

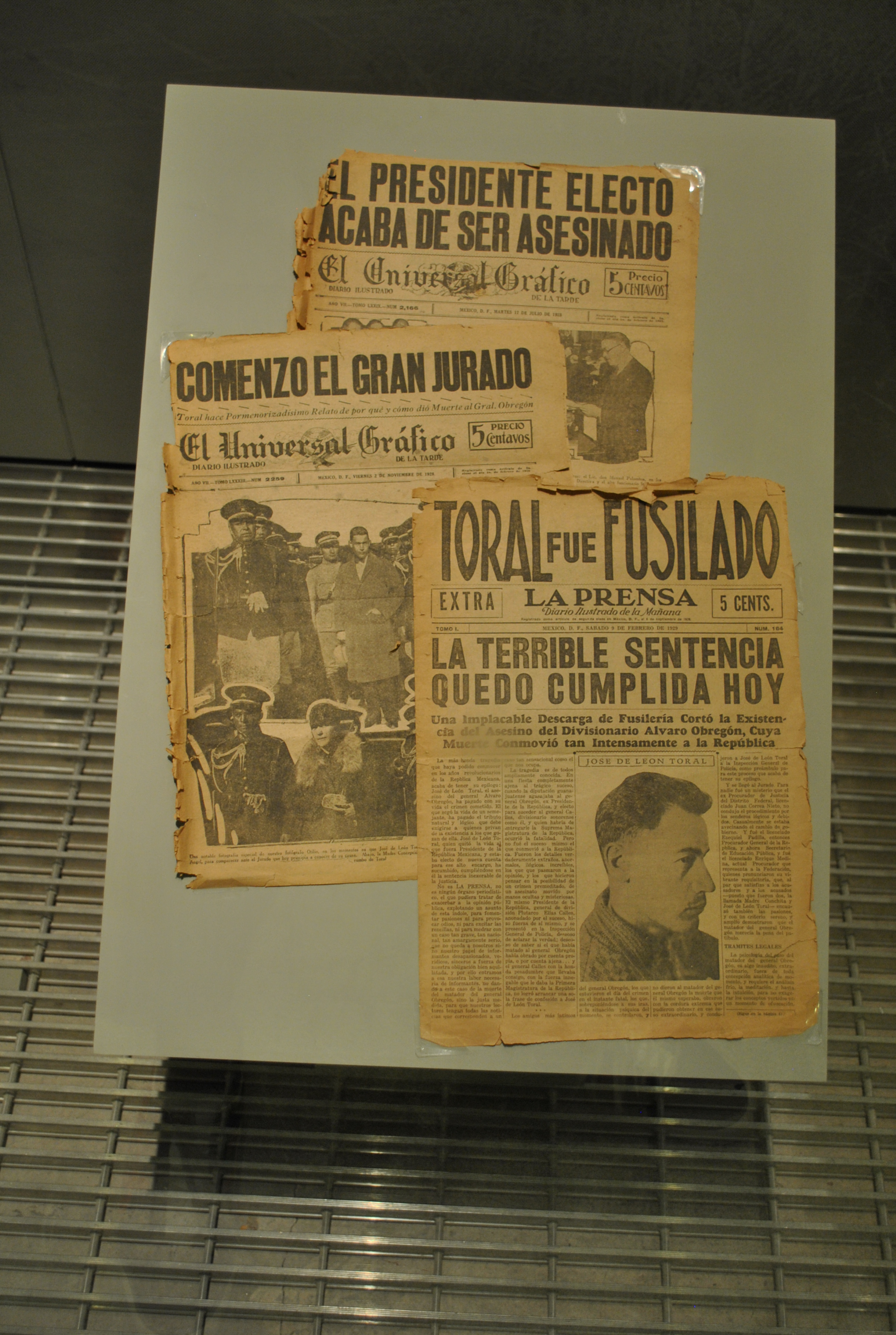
Arriba: Asesinato de Obregón.
En medio: Inicio del juicio de Toral.
Abajo: Anuncio de la ejecución de Toral.

La noticia de la muerte de Obregón se esparció rápidamente por la Ciudad de México: para cuando su cuerpo llegó a su casa, ya había un grupo de personas esperando para recibirle. El general fue colocado en una habitación de la planta baja, donde aguardaba el doctor Enrique Osornio, quien le había amputado el brazo en 1915, y dio fe de su fallecimiento. Posteriormente se realizó una máscara mortuoria, en la que quedaron marcados el disparo de Toral y el golpe causado al desfallecer sobre el borde de la mesa.
Calles llegó a la casa de Obregón iracundo y acompañado de Fernando Torreblanca, su secretario personal. El presidente se comunicó con la Inspección General de Policía para dar instrucciones y poco después llegó el general Palomera, miembro de la gendarmería, con la orden de sacar los archivos del general inmediatamente, a lo que Manrique se opuso. Acto seguido, Calles salió de la casa y se dirigió a la inspección de policía para entrevistarse personalmente con León Toral.
Un grupo de obregonistas cercanos al presidente electo decidieron crear una comisión y presentarse ante Calles esa noche. Entre los miembros se encontraban Aarón Sáenz, Emilio Portes Gil, Luis L. León, Arturo H. Orcí, Francisco Manzo y el general Antonio Ríos Zertuche —en ese momento jefe de operaciones militares en Sinaloa—. La comisión obregonista manifestó sus dudas sobre la investigación al presidente, entre ellas que fuera dirigida por el general Roberto Cruz, pues anteriormente había sido adversario de Obregón, a lo que Calles respondió nombrando al general Zertuche como encargado de las pesquisas.
Igualmente la comisión planteó sus sospechas sobre Luis N. Morones, secretario de industria, comercio y trabajo del gobierno del presidente. Este se había manifestado abiertamente en contra de la reelección del general, con quien ya había tenido otros conflictos en el pasado, y acusaron al secretario de ser el autor intelectual del magnicidio.
Por la noche el cadáver de Obregón fue trasladado al Salón Embajadores del Palacio Nacional para rendirle homenaje. Su féretro, hecho de metal y cubierto con la bandera de México, fue cargado por Ricardo Topete, Joaquín Amaro, Aarón Sáenz, Tomás A. Robinson y cuatro elementos del estado mayor presidencial. En la primera guardia de honor participaron Amaro, Orcí, Sáenz, Manrique y el propio presidente Calles.
A las 11 de la mañana del día siguiente, miércoles 18 de julio, el féretro fue trasladado por Sáenz, Manrique, Topete, Orcí y Ponce de León al patio central del Palacio, desde donde fue trasladado en carroza hasta la estación Colonia, de la cual partiría con rumbo a Sonora, lugar donde el general había manifestado que le gustaría ser enterrado. La carroza fúnebre fue acompañada en su recorrido por Calles, Sáenz, Amaro y varios miembros del Centro Director Obregonista. El féretro fue escoltado por miembros del Colegio Militar y el Estado Mayor Presidencial.
En la estación le esperaba un vagón adornado como una capilla ardiente. Allí Manrique pronunció un discurso exaltando la contribución de Obregón a la revolución mexicana y exhortando a que se hiciera justicia sobre León Toral. Ese mismo día el presidente Calles declaró que México había perdido al «estadista más completo del pasado reciente» y se comprometió a continuar con la labor revolucionaria, así como aplicar justicia sobre los autores intelectuales y materiales del magnicidio. Antes de que el tren partiera, la banda del Estado Mayor de la Secretaría de Guerra y Marina interpretó el Himno Nacional Mexicano.
El jueves 19 de julio, el convoy con los restos de Obregón se detuvo en Guadalajara a las 7 de la mañana para que el cuerpo recibiera honores militares, en un homenaje oficial que duró una hora. Dos días después, el sábado 21 de julio, llegó a Navojoa, donde sus familiares lo trasladaron a Huatabampo para enterrarlo junto a su madre. El general Obregón fue sepultado ese sábado durante la noche.

### El juicio de León Toral

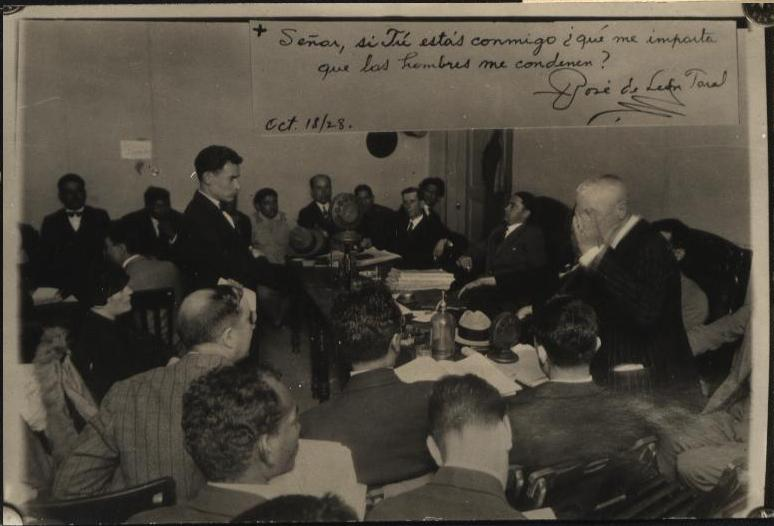
León Toral durante su juicio.

Debido a las protestas populares por las ejecuciones de Miguel Agustín y Humberto Pro sin siquiera haber recibido juicio se ordenó expresamente el iniciar un juicio sobre Toral y cualquier otro implicado. Junto a él fue sometida a juicio Concepción Acevedo de la Llata, la Madre Conchita, a quien se acusaba de ser la autora intelectual del asesinato de Obregón.
El proceso se realizó en el juzgado de lo penal de San Ángel, siendo juez Alonso Aznar Mendoza, secretario Luis Lajous, procurador general de justicia Juan Correa Nieto y agentes del ministerio público Ezequiel Padilla, Enrique Medina, Antonio del Palacio y Antonio Taracena. Los defensores fueron Alejandro González Cueto, Demetrio Sodi, José García Gaminde, Gabriel Gay Fernández y Fernando Ortega. Algunos inculpados no se presentaron a juicio, entre ellos Manuel Trejo Morales, quien prestó el arma homicida, y el padre Jiménez, al que se acusó de haberla bendecido. El juicio concluyó el 8 de noviembre. Toral fue condenado a morir ejecutado por un pelotón de fusilamiento y la madre Conchita a veinte años de prisión en el penal de las Islas Marías. Posteriormente renunció a sus votos y se casó con Carlos Castro Balda el 20 de octubre de 1935. En 1940 fue liberada tras cumplir solo doce años de su condena.
León Toral fue ejecutado el 9 de febrero de 1929 en la prisión de Lecumberri. Ese día recibió la confesión por parte del sacerdote Rafael Soto y poco después fue conducido ante un pelotón de fusilamiento, compuesto por ocho hombres y dirigido por el capitán José Rodríguez Rabiela. Se mantuvo sereno ante el pelotón y adoptó posición de cruz, como Agustín Pro había hecho en su fusilamiento, y quiso que sus últimas palabras fueran «Viva Cristo Rey». Los disparos del pelotón acabaron con su vida tras decir únicamente «Viva...».
Algunos grupos lo consideraron un mártir de la causa católica, como lo demuestra la alta asistencia a su funeral. En 2001 un grupo de familiares y simpatizantes suyos creó el Centro de Estudios Históricos José de León Toral con la intención de impulsar un proceso de canonización en su favor. Gerardo Sánchez, encargado de la Comisión para las Causas de los Santos en el Arzobispado de México se negó a siquiera abrir el proceso de canonización, afirmando que: «¡La Iglesia no canoniza asesinos! Uno de sus mandamientos es precisamente: "¡No matarás!". León Toral no es mártir porque asesinó. Si Obregón era pecador, tuvimos que buscar su conversión, no su muerte».

## Consecuencias

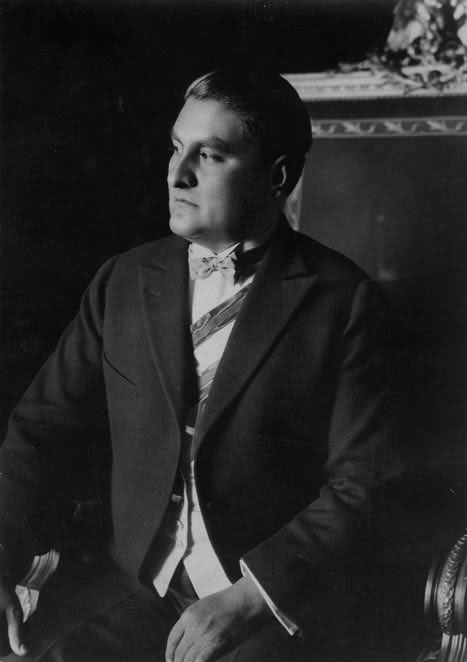
Emilio Portes Gil, presidente interino de México de 1928 a 1930.

Para el final de su gobierno, el poder político de Calles era débil, pues el peso de los obregonistas era superior al suyo y su presidencia estaba manchada por la represión religiosa y el estallido de la guerra cristera. La muerte de Obregón generó desconfianza entre los grupos políticos. El segmento obregonista acusaba al grupo cromista, liderado por Luis N. Morones, de ser el autor del magnicidio. La presión pública y política desencadenó la renuncia de varios cromistas del gobierno: Morones renunció a ser secretario de industria, comercio y trabajo y José López Cortés al Consejo municipal de la Ciudad de México. Igualmente la crisis política causó que Emilio Portes Gil pasara de ser gobernador de Tamaulipas a ser secretario de gobernación. Luis L. León se convirtió en secretario de agricultura y Puig Casauranc en secretario de industria, comercio y trabajo.
La ausencia de un presidente electo originó la aparición de un grupo promotor de la idea de que Calles debía usar con carácter retroactivo la reforma constitucional de 1926 y hacer que su gobierno durase seis años, en lugar de los cuatro años originales. Dentro de este grupo estaban el secretario de hacienda Luis Montes de Oca, el nuevo secretario de industria, comercio y trabajo Puig Casauranc, los gobernadores de los estados de Puebla, Yucatán, Nayarit y Tabasco, e incluso el embajador estadounidense Dwight Morrow. Contrario a este grupo estaban los obregonistas, que aprovecharon su influencia política y amenazaron con expulsar a Calles de la presidencia por la fuerza en caso de que aceptara la extensión de su mandato.
Finalmente, el congreso eligió a Emilio Portes Gil como presidente interino. Su elección se debió a la posición favorable de los dos principales bandos políticos implicados en conflicto: Los obregonistas lo apoyaron por ser miembro de su grupo, y los cromistas lo secundaron considerando las reformas agrarias que previamente había implementado en Tamaulipas mientras era gobernador del estado. A su elección solo se negaron Antonio Díaz Soto y Gama y Aurelio Manrique. Igualmente se estableció que las nuevas elecciones para presidente constitucional serían el 20 de noviembre de 1929, y que el mandato del presidente electo comenzaría el 5 de febrero de 1930 y concluiría el 1 de diciembre de 1934.
El gobierno interino de Portes Gil inició el 1 de diciembre de 1928, fecha en que debía comenzar el segundo mandato de Álvaro Obregón. El principio de su gobierno marcó el inicio del periodo histórico nacional conocido como Maximato, que concluyó en 1934 con la presidencia de Lázaro Cárdenas.
Tras la muerte de Obregón se cortaron las negociaciones que mantuvo para lograr el fin de la guerra cristera. Un año después, en 1929, Portes Gil llegó a un acuerdo con la Santa Sede para concluir el conflicto, recurriendo al embajador estadounidense Dwight Morrow para que intercediera entre las partes. A pesar de ello, hubo grupos que no se conformaron con el acuerdo y acusaron de traición a los obispos que habían pactado. Debido a la ruptura temporal de las negociaciones se estima que la guerra cristera pudo acabar en 1928 si Obregón no hubiera sido asesinado.

## Teorías de conspiración

### Plutarco Elías Calles y Luis N. Morones

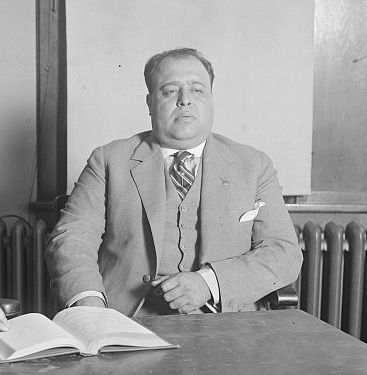
Luis N. Morones, secretario de industria, comercio y trabajo durante el gobierno de Plutarco Elías Calles.

Inmediatamente después de la muerte de Obregón surgieron sospechas sobre el autor intelectual del asesinato. El grupo obregonista acusó abiertamente a Luis N. Morones y en algunas ocasiones al presidente Plutarco Elías Calles de ser los instigadores del magnicidio.
Esta hipótesis pareció adquirir fuerza a partir de la reacción de Calles al ver el cadáver de Obregón, insultándolo irónicamente con la expresión: «¿Querías ser presidente? Tal por cual, pues no llegaste», y por ser el principal beneficiado de su fallecimiento. La instauración del Maximato permitió a Calles controlar a tres presidentes y dominar la política nacional durante seis años.
Francisco Martín Moreno sostiene, en su libro México Acribillado, la hipótesis de que existía una relación entre Morones y la Madre Conchita, y que Obregón murió por los disparos de francotiradores que actuaron al mismo tiempo que Toral.
Sin embargo todas las acusaciones sobre relaciones entre el presidente, los cromistas y León Toral se basaron en suposiciones y creencias, y no pudo establecerse una conexión real entre los acusados de conspiración y planificación del magnicidio.

### Dudas sobre el asesino solitario
El 20 de mayo de 1947 se publicó un reportaje en el periódico Excélsior, firmado por Leopoldo Toquero Demarías, quien se presentaba como un antiguo reportero del periódico y afirmaba que había cubierto el asesinato de Obregón. En su reportaje, escrito en forma de crónica, narró cómo se enteró del magnicidio y presentó un documento que registraba la autopsia de Obregón. El texto, titulado «Acta de reconocimiento de heridas y embalsamamiento del cadáver del general Álvaro Obregón», escrito por el doctor Alberto Lozano Garza y firmado por el doctor Juan G. Saldaña, mostraba los impactos y trayectorias de los disparos, y era presentado por el periodista como prueba irrefutable de que el magnicidio había sido perpetrado por más de una persona.
En su reportaje, Toquero afirmó que el cadáver de Obregón presentaba diecinueve impactos de bala. Sin embargo, al detallar sobre ellos solo mencionó dieciséis. De acuerdo a su investigación, el general recibió seis disparos de calibre 45, siete disparos de calibre 6, un disparo de calibre 11, otro de calibre 8 y uno más de calibre 7. Por otro lado, en el diagrama de la autopsia hecho por Lozano Garza, sí se muestran las 19 descargas. En el acta escrita por Saldaña se menciona que hay trece impactos. Sin embargo, al enumerarlos, no mencionó cual era el décimo disparo. Junto con las imprecisiones que tiene la teoría conspirativa de Toquero también existen dudas sobre cómo consiguió el documento de la autopsia, aspecto que nunca aclaró.
Aarón Sáenz, presidente del Centro Obregonista y uno de los presentes durante el magnicidio, declaró que el cuerpo de Obregón solo fue inspeccionado mientras reposaba en su casa por Alejandro Sánchez y Enrique Osornio, médicos de confianza de Álvaro Obregón. También sostuvo que sus restos nunca fueron embalsamados, restando credibilidad al acta de autopsia y al reportaje de Toquero.